# یواس‌اس مرکوری (آی‌دی-۳۰۱۲)
یواس‌اس مرکوری (آی‌دی-۳۰۱۲) (به انگلیسی: USS Mercury (ID-3012)) یک کشتی بود که طول آن ۵۴۴ فوت (۱۶۶ متر) بود. این کشتی در سال ۱۸۹۶ ساخته شد.